# Municipio de Blue Mounds
El municipio de Blue Mounds (en inglés: Blue Mounds Township) es un municipio ubicado en el condado de Pope en el estado estadounidense de Minnesota. En el año 2010 tenía una población de 186 habitantes y una densidad poblacional de 2 personas por km².

## Geografía
El municipio de Blue Mounds se encuentra ubicado en las coordenadas 45°32′28″N 95°32′48″O / 45.54111, -95.54667. Según la Oficina del Censo de los Estados Unidos, el municipio tiene una superficie total de 92.94 km², de la cual 90,15 km² corresponden a tierra firme y (3,01 %) 2,79 km² es agua.

## Demografía
Según el censo de 2010, había 186 personas residiendo en el municipio de Blue Mounds. La densidad de población era de 2 hab./km². De los 186 habitantes, el municipio de Blue Mounds estaba compuesto por el 98,92 % blancos, el 1,08 % eran asiáticos. Del total de la población el 0 % eran hispanos o latinos de cualquier raza.